# Постоянная тонкой структуры
Постоя́нная то́нкой структу́ры, обычно обозначаемая как {\displaystyle \alpha }, является фундаментальной физической постоянной, характеризующей силу электромагнитного взаимодействия. Она была введена в 1916 году немецким физиком Арнольдом Зоммерфельдом в качестве меры релятивистских поправок при описании атомных спектральных линий в рамках модели атома Бора, то есть характеризует так называемую тонкую структуру спектральных линий. Поэтому иногда она также называется постоянной Зоммерфельда.
Она определяет размер очень малого изменения величины (расщепления) энергетических уровней атома и, следовательно, образования тонкой структуры — набора узких и близких частот в его спектральных линиях, пропорционального {\displaystyle \alpha ^{2}}. Расщепление происходит за счёт квантового эффекта — взаимодействия двух электронов атома в результате обмена между ними виртуальными фотонами, которое происходит с изменением энергии.
Постоянная тонкой структуры (ПТС) — это безразмерная величина, образованная комбинацией фундаментальных констант. Её численное значение не зависит от выбранной системы единиц.
На основании данных 2022 года CODATA рекомендует использовать следующее значение константы:
α = 7,297 352 5643(11)·10−3
или её обратное значение:
1/α = 137,035 999 177(21).
Относительная погрешность измерения α и 1/α составляет 1,5·10−10; это одна из наиболее точно измеренных физических констант.
В Международной системе единиц (СИ) постоянная тонкой структуры определяется следующим образом:
{\displaystyle \alpha ={\frac {e^{2}}{4\pi \varepsilon _{0}\hbar c}}={\frac {e^{2}}{2\varepsilon _{0}hc}},}
где
{\displaystyle e} — элементарный электрический заряд,
{\displaystyle \hbar =h/2\pi } — постоянная Дирака (или приведённая постоянная Планка),
{\displaystyle c} — скорость света в вакууме,
{\displaystyle \varepsilon _{0}} — электрическая постоянная.
В системе единиц СГСЭ единица электрического заряда определена таким образом, что электрическая постоянная равна единице. Тогда постоянная тонкой структуры определяется как
{\displaystyle \alpha ={\frac {e^{2}}{\hbar c}}.}
Постоянная тонкой структуры может быть также определена как квадрат элементарного электрического заряда, выраженного в единицах планковского заряда:
{\displaystyle \alpha =\left({\frac {e}{q_{p}}}\right)^{2}.}
В рациональной системе единиц квадратный корень из постоянной тонкой структуры является единицей измерения электрического заряда.
Аналогичные постоянной тонкой структуры константы используются и для оценки силы сильных {\displaystyle {\frac {g_{S}^{2}}{\hbar c}}\approx 15}, слабых {\displaystyle \lambda ={\frac {g_{F}^{2}}{\hbar c}}\left({\frac {\hbar }{m_{P}c}}\right)^{-4}\approx 1{,}0\times 10^{-10}} и гравитационных {\displaystyle {\frac {G_{N}m_{p}^{2}}{\hbar c}}\approx 10^{-39}} взаимодействий. Здесь {\displaystyle g_{S}} — «заряд» сильного взаимодействия, {\displaystyle g_{F}} — постоянная Ферми слабого взаимодействия, {\displaystyle m_{p}} — масса протона, {\displaystyle G_{N}} — гравитационная постоянная.

## Физическая интерпретация
Постоянная тонкой структуры является отношением двух энергий:
1. энергии, необходимой, чтобы преодолеть электростатическое отталкивание между двумя электронами, сблизив их с бесконечности до некоторого расстояния {\displaystyle s}, и
2. энергии фотона с длиной волны {\displaystyle 2\pi s}.

Исторически первой интерпретацией постоянной тонкой структуры, появившейся в работах Зоммерфельда, было отношение двух угловых моментов, которые возникают в теории движения электрона по кеплеровским орбитам, — так называемого предельного момента {\displaystyle p_{0}=e^{2}/c}, который отвечает за движение перицентра при релятивистском рассмотрении, и момента {\displaystyle p_{1}=h/2\pi }, соответствующего первому квантовому состоянию. Позже, в своей известной книге «Строение атома и спектры», Зоммерфельд вводил {\displaystyle \alpha } как отношение скорости электрона на первой круговой орбите в боровской модели атома к скорости света. Эта величина использовалась далее для расчёта тонкого расщепления спектральных линий водородоподобных атомов.
В квантовой электродинамике постоянная тонкой структуры имеет значение константы взаимодействия, характеризующей силу взаимодействия между электрическими зарядами и фотонами. Её значение не может быть предсказано теоретически и вводится на основе экспериментальных данных. Постоянная тонкой структуры является одним из двадцати «внешних параметров» Стандартной модели в физике элементарных частиц.
Тот факт, что {\displaystyle \alpha } много меньше единицы, позволяет использовать в квантовой электродинамике теорию возмущений. Физические результаты в этой теории представляются в виде ряда по степеням {\displaystyle \alpha }, причём члены с возрастающими степенями {\displaystyle \alpha } становятся менее и менее важными. И наоборот, большая константа взаимодействия в квантовой хромодинамике делает вычисления с учётом сильного взаимодействия чрезвычайно сложными.
В теории электрослабого взаимодействия показано, что значение постоянной тонкой структуры (сила электромагнитного взаимодействия) зависит от характерной энергии рассматриваемого процесса. Утверждается, что постоянная тонкой структуры логарифмически растёт с увеличением энергии. Наблюдаемое значение постоянной тонкой структуры верно при энергиях порядка массы электрона. Характерная энергия не может принимать более низкие значения, так как электрон (как и позитрон) обладает самой маленькой массой среди заряженных частиц. Поэтому говорят, что {\displaystyle 1/137{,}036} — это значение постоянной тонкой структуры при нулевой энергии. Кроме того, тот факт, что по мере повышения характерных энергий электромагнитное взаимодействие приближается по силе к двум другим взаимодействиям, важен для теорий Великого объединения.
Если бы предсказания квантовой электродинамики были верны, то постоянная тонкой структуры принимала бы бесконечно большое значение при значении энергии, известном как полюс Ландау. Это ограничивает область применения квантовой электродинамики только областью применимости теории возмущений.

## Непостоянство величины
Исследование вопроса о том, действительно ли постоянная тонкой структуры является постоянной, то есть всегда ли она имела современное значение или менялась за время существования Вселенной, имеет долгую историю. Первые идеи такого рода появились в 1930-е годы, вскоре после открытия расширения Вселенной, и преследовали цель сохранить статическую модель Вселенной за счёт изменения фундаментальных констант со временем. Так, в статье Дж. и Б. Чалмерсов предлагалось объяснение наблюдаемого красного смещения спектральных линий галактик за счёт одновременного возрастания элементарного заряда и постоянной Планка (это должно приводить и к временно́й зависимости {\displaystyle \alpha }). В ряде других публикаций предполагалось, что постоянная тонкой структуры остаётся неизменной при одновременной вариации составляющих её констант.
В 1938 году Поль Дирак в рамках своей гипотезы больших чисел предположил, что гравитационная постоянная может уменьшаться обратно пропорционально времени. В своём рассмотрении он считал {\displaystyle \alpha } истинной константой, однако отметил, что в будущем это может оказаться не так. Эта работа вызвала значительный интерес к данной проблеме, который сохраняется до сих пор. Следуя Дираку, вопрос о постоянной тонкой структуры рассмотрел Паскуаль Йордан и пришёл к выводу, что зависимость {\displaystyle \alpha } от времени должна вызывать сложные сдвиги спектральных линий. Поскольку такие сдвиги не наблюдаются, он отверг эту гипотезу. В 1948 году, пытаясь опровергнуть гипотезу Дирака, Эдвард Теллер упомянул возможность логарифмической зависимости {\displaystyle 1/\alpha \sim \ln T}, где {\displaystyle T} — возраст Вселенной; аналогичные соотношения предлагались и позднее.
Серьёзной проверке вопрос об изменении постоянной тонкой структуры со временем был подвергнут в 1967 году. Инициатором выступил Георгий Гамов, который, отказываясь принять дираковскую идею об изменении гравитационной постоянной, заменил её гипотезой о вариации элементарного заряда {\displaystyle e^{2}\sim t} и, как следствие, {\displaystyle \alpha \sim t}. Он также показал, что это предположение можно проверить наблюдениями тонкой структуры спектров удалённых галактик. Против предположения Гамова были выдвинуты возражения ядерно-физического и геологического характера, с которыми выступили Фримен Дайсон и Ашер Перес. Прямую экспериментальную проверку гипотезы Гамова предприняли Джон Бакал и Мартен Шмидт, измерившие дублеты тонкого расщепления пяти радиогалактик с красным смещением {\displaystyle z\approx 0{,}2}. Из опыта следовало отношение измеренного значения постоянной тонкой структуры к её лабораторной величине {\displaystyle \alpha _{z}/\alpha _{\text{lab}}=1{,}001\pm 0{,}002}, что противоречило предсказанию {\displaystyle \alpha _{z}/\alpha _{\text{lab}}=0{,}8} в случае {\displaystyle \alpha \sim t} (см. также обзор). Гамов быстро признал своё поражение. Не выявили каких-либо изменений постоянной тонкой структуры и исследования природного ядерного реактора в Окло, проведённые в 1970-е годы и показавшие, что во время работы реактора (около 2 млрд лет назад) значение α совпадало с современным. Все эти работы позволили установить весьма жёсткие ограничения на возможную скорость и характер изменения {\displaystyle \alpha } и других фундаментальных констант.
Тем не менее, к началу 2000-х годов усовершенствования в методиках астрономических наблюдений дали основание считать, что постоянная тонкой структуры, возможно, меняла своё значение с течением времени: анализ линий поглощения в спектрах квазаров позволил предположить, что относительная скорость изменения {\displaystyle \alpha } составляет около {\displaystyle 5\times 10^{-16}} в год. Исследовались также последствия возможного изменения постоянной тонкой структуры для космологии. Однако более детальные наблюдения квазаров, сделанные в апреле 2004 года при помощи спектрографа UVES на одном из 8,2-метровых телескопов Паранальской обсерватории в Чили, показали, что возможное изменение {\displaystyle \alpha } не может быть больше, чем 0,6 миллионной доли ({\displaystyle 6\times 10^{-7}}) за последние 10 миллиардов лет (см. статьи и пресс-релиз). Поскольку это ограничение противоречило более ранним результатам, то вопрос о том, постоянна ли {\displaystyle \alpha }, остался открытым.
В 2010 году при помощи телескопа VLT были получены новые указания на то, что постоянная тонкой структуры может не только уменьшаться со временем, но и возрастать, причём характер изменения зависит от направления, в котором ведётся наблюдение. Возможности такого пространственного изменения {\displaystyle \alpha } и других фундаментальных констант в настоящее время изучаются в литературе. Тем не менее, пока рано делать какие-либо окончательные выводы об обнаружении такого рода эффектов.
В 2014 году две группы исследователей сообщили о получении новых, более точных лабораторных ограничений на скорость изменения постоянной тонкой структуры. Прецизионные измерения частот некоторых квантовых переходов ионов иттербия позволили им прийти к следующим предельным значениям современной вариации {\displaystyle \alpha }: {\displaystyle -0{,}7\times 10^{-17}} в год (Национальная физическая лаборатория, Великобритания) и {\displaystyle -0{,}2\times 10^{-16}} в год (Physikalisch-Technische Bundesanstalt, Германия).
В 2018 году опубликованы данные измерений с помощью радиотелескопа Аресибо двух сопряжённых линий группы OH на длине волны 18 см в спектре объекта PKS 1413+135 (красное смещение примерно 0,247). Благодаря разной зависимости смещения линий от постоянной тонкой структуры {\displaystyle \alpha } и отношения масс протона и электрона {\displaystyle \mu } удалось с хорошей точностью определить, что комбинация {\displaystyle \mu \alpha ^{2}} не менялась по крайней мере за последние 2,9 млрд лет.
Метаанализ данных астрофизических наблюдений, проведённый в 2017 году, дал для взвешенного среднего отклонения постоянной тонкой структуры от современного значения величину {\displaystyle \Delta \alpha /\alpha =(-0{,}64\pm 0{,}65)\cdot 10^{-6}}, что согласуется с предположением о нулевых вариациях постоянной. Данные последних лет также не подтверждают наличия предпочтительных направлений для изменения {\displaystyle \alpha } (пространственного диполя). Совместный анализ результатов наиболее свежих и надёжных (на 2017 год) лабораторных спектроскопических измерений в системах типа атомных часов даёт для современной скорости изменения постоянной тонкой структуры со временем величину {\displaystyle d\ln \alpha /dt=(-2{,}2\pm 2{,}4)\cdot 10^{-17}} в год, что свидетельствует об отсутствии вариаций при доступном уровне точности. Что касается теоретических объяснений возможного непостоянства {\displaystyle \alpha } и других фундаментальных констант, то современные подходы, как правило, основываются на введении дополнительных скалярных полей, использование которых накладывает ограничения на возможные космологические сценарии и в некоторых случаях позволяет одновременно описывать тёмную энергию. Примерами таких моделей, позволяющих учитывать вариации постоянной тонкой структуры и накладывать на них ограничения на основе космологических соображений, являются модели Бекенштейна, дилатонные, симметронные и струнные модели и т. д.
Существуют также гипотезы, предполагающие изменение постоянной тонкой структуры в сильных гравитационных полях. В 2020 году сотрудники Парижской обсерватории и ряда организаций США, Австралии и Японии опубликовали результаты анализа спектров излучения пяти звёзд, движущихся в окрестности сверхмассивной чёрной дыры в центре нашей Галактики. Измерения показали, что отклонения значения {\displaystyle \alpha }, вызванные воздействием сильной гравитации, не превышают {\displaystyle 10^{-5}} от её «табличного» значения, что накладывает наиболее строгие ограничения на теоретические предположения такого рода.
В апреле 2020 года опубликованы результаты измерения постоянной тонкой структуры в рекордно далёкий момент прошлого. Для этого использовались спектры квазара с красным смещением {\displaystyle z=7,085}, что соответствует возрасту Вселенной всего 800 млн лет. Отличие от современного значения было оценено как {\displaystyle \Delta \alpha /\alpha =(-2{,}18\pm 7{,}27)\cdot 10^{-5}}, что согласуется с предположением о нулевых вариациях постоянной со временем. Однако комбинация новых данных с уже существовавшими даёт указание на пространственные вариации постоянной на уровне статистической значимости {\displaystyle 3,9\sigma }, хотя сложности учёта систематической погрешности в разнородных наблюдениях ставят под вопрос правомерность такой комбинации. Указанная работа является продолжением цикла работ этой группы, продолжающегося с 2001 года; в публикациях 2001, 2003, 2012 и 2020 годов авторы утверждали, что видят в данных вариацию α, но с увеличением набора наблюдений статистическая значимость эффекта снижалась. В последних трёх работах утверждалось, что распределение вариации α по небесной сфере имеет дипольную структуру. В ноябре 2022 года этой же группой опубликованы предельные значения вариации постоянной тонкой структуры, полученные из прецизионных измерений спектров 17 близких к Земле солнцеподобных звёзд. Авторы пришли к выводу, что с точностью {\displaystyle 12\cdot 10^{-9}} постоянная {\displaystyle \alpha } не меняется на расстоянии 50 парсек от Земли.

## Антропоцентрическое объяснение
Одно из объяснений величины постоянной тонкой структуры включает в себя антропный принцип и гласит, что эта константа имеет именно такое значение, потому что иначе было бы невозможным существование стабильной высокоорганизованной материи и, следовательно, жизнь и разумные существа не смогли бы возникнуть. Например, известно, что, будь {\displaystyle \alpha } всего на 4 % больше, производство углерода внутри звёзд было бы невозможным. Если бы {\displaystyle \alpha } была больше, чем 0,1, то внутри звёзд не смогли бы протекать процессы термоядерного синтеза.

## Попытки рассчитать постоянную (включая нумерологию)

### Ранние попытки
Постоянная тонкой структуры, являясь безразмерной величиной, которая никак не соотносится ни с какой из известных математических констант, всегда являлась объектом восхищения для физиков. Ричард Фейнман, один из основателей квантовой электродинамики, называл её «одной из величайших проклятых тайн физики: магическое число, которое приходит к нам без какого-либо понимания его человеком». Предпринималось большое количество попыток выразить эту постоянную через чисто математические величины или вычислить на основе каких-либо физических соображений. Так, ещё в 1914 году химики Гилберт Льюис и Эллиот Адамс (Elliot Quincy Adams), отталкиваясь от выражения для константы Стефана, после некоторых предположений выразили постоянную Планка через заряд электрона и скорость света. Если составить из их формулы постоянную тонкой структуры, которая тогда ещё не была известна, получится
{\displaystyle 1/\alpha =8\pi {\sqrt[{3}]{\dfrac {8\pi ^{5}}{15}}}\approx 137{,}348.}
Работа Льюиса и Адамса не прошла незамеченной и была подхвачена некоторыми другими учёными. Герберт Стэнли Аллен (H. Stanley Allen) в своей статье явным образом сконструировал вышеуказанную безразмерную величину (обозначив её через {\displaystyle q}) и попытался связать её с величиной заряда и массы электрона; он также указал на примерное соотношение между массами электрона и протона {\displaystyle m/M\approx 10\alpha ^{2}}. В 1922 году чикагский физик Артур Лунн (Arthur C. Lunn) предположил, что постоянная тонкой структуры каким-то образом связана с ядерным дефектом массы, а также рассмотрел её возможную связь с гравитацией посредством соотношения {\displaystyle {\frac {Gm^{2}}{e^{2}}}={\frac {\alpha ^{17}}{2048\pi ^{6}}}} ({\displaystyle G} — ньютоновская гравитационная постоянная). Кроме того, он предложил несколько чисто алгебраических выражений для {\displaystyle \alpha }, а именно: {\displaystyle {\frac {\pi }{2^{4}\cdot 3^{3}}}}, {\displaystyle {\frac {7}{\pi ^{6}}}}, {\displaystyle {\frac {32}{45\pi ^{4}}}}, {\displaystyle {\frac {3^{2}}{5^{3}\pi ^{2}}}}.
Первую попытку связать постоянную тонкой структуры с параметрами Вселенной предпринял в 1925 году ливерпульский физик Джеймс Райс (James Rice), находившийся под большим впечатлением от работ астрофизика Артура Эддингтона по объединению общей теории относительности с электромагнетизмом.
В своей первой статье Райс пришёл к некоему выражению, связывающему {\displaystyle \alpha } с радиусом кривизны Вселенной {\displaystyle R}, однако вскоре он обнаружил в своих вычислениях грубую ошибку и в следующей заметке представил исправленный вариант соотношения, а именно:
{\displaystyle {\dfrac {2\pi }{\alpha }}={\dfrac {r^{2}}{6R\rho }}.}
где {\displaystyle r} — электромагнитный радиус электрона, {\displaystyle \rho } — гравитационный радиус электрона.
Положив для радиуса Вселенной величину {\displaystyle R=1{,}06\times 10^{24}} м, Райс получил {\displaystyle \alpha ^{-1}=133}.
Этторе Майорана в 1928 г. из соображений квантования импульса при взаимодействии двух электронов и закона Кулона получил для постоянной тонкой структуры величину {\displaystyle {\frac {1}{2}}}.

### Теория Эддингтона
Для Эддингтона вопрос о выводе постоянной тонкой структуры был одной из частных проблем его исследовательской программы по построению фундаментальной теории, способной связать атомные и космические величины. В 1929—1932 годах он опубликовал серию статей, посвящённых теоретическому вычислению константы {\displaystyle 1/\alpha }, которая, как он считал, выражает некоторое число степеней свободы электрона и потому должна быть целым числом. Из своей теории Эддингтон получил {\displaystyle 1/\alpha =16+16(16-1)/2=136}, а позже добавил к этой величине ещё единицу, связав это с принципом неразличимости частиц. Он также связывал число {\displaystyle 1/\alpha =136} с отношением масс протона и электрона {\displaystyle M/m}, которое, согласно его предположению, должно равняться отношению корней квадратного уравнения
{\displaystyle 10x^{2}-136xm'+m'^{2}=0,}
где {\displaystyle m'} — некая «стандартная масса». Из решения этого уравнения следовало {\displaystyle M/m=1847{,}6} (экспериментальное значение, известное в то время, — {\displaystyle 1834{,}1}). Эддингтон также соотносил постоянную тонкой структуры с космическими константами (в частности, с числом Эддингтона, которое оценивает число барионов во Вселенной). Например, в рамках модели статической замкнутой Вселенной он получил
{\displaystyle 2\pi {\dfrac {mc\cdot \alpha }{h}}={\dfrac {\sqrt {N}}{P}},}
где {\displaystyle P} — радиус Вселенной, {\displaystyle N} — число электронов в ней. Аргументы Эддингтона были малопонятны большинству физиков и были столь же мало убедительны, хотя его теория и привлекла определённый интерес научного сообщества. Эксперименты, проведённые в последующие годы, показали, что {\displaystyle 1/\alpha } не является целым числом. Впрочем, сам Эддингтон до конца жизни придерживался своих убеждений. Рэймонд Бирдж, один из основных оппонентов Эддингтона, в 1941 году предложил следующее соотношение:
{\displaystyle \alpha =4\pi R_{\infty }{\dfrac {F}{N_{A}}}{\dfrac {e}{m}}\approx 1/137{,}030,}
где {\displaystyle R_{\infty }} — постоянная Ридберга для случая бесконечной массы ядра, {\displaystyle F} — постоянная Фарадея, {\displaystyle N_{A}} — постоянная Авогадро.

### Другие попытки середины XX века
Хотя некоторые ведущие физики (Зоммерфельд, Шрёдингер, Йордан) с интересом отнеслись к теории Эддингтона, вскоре стала ясна трудность согласования с экспериментом; кроме того, было трудно понять методику Эддингтона. По меткому выражению Вольфганга Паули, это была скорее «романтическая поэзия, а не физика». Тем не менее, эта теория породила множество последователей, предлагавших свои более или менее спекулятивные подходы к анализу происхождения постоянной тонкой структуры. Так в 1929 году Владимир Рожанский (Vladimir Rojansky) фактически «переоткрыл» соотношение Аллена между массами протона и электрона, а Энос Уитмер (Enos Witmer) предложил соотношение между массами атомов гелия и водорода в виде
{\displaystyle {\dfrac {m_{He}}{m_{H}}}=\left({\dfrac {Z_{He}}{Z_{H}}}\right)^{2}{\dfrac {1}{1+\alpha }}={\dfrac {4}{1+\alpha }}.}
Аналогичные попытки связать {\displaystyle \alpha } с другими константами природы (в особенности с {\displaystyle m/M}) предпринимали примерно в это время Вильгельм Андерсон, Рейнгольд Фюрт (Reinhold Fürth), Вальтер Глазер (Walter Glaser) и Курт Зитте (Kurt Sitte) (они определили максимальное количество химических элементов как {\displaystyle Z<{\sqrt {2}}/c\alpha <97}), Артур Гааз, Альфред Ланде и другие. Большое количество такого рода работ побудило физиков Гвидо Бека, Ханса Бете и Вольфганга Рицлера (Wolfgang Riezler) послать в журнал Die Naturwissenschaften шуточную заметку «К квантовой теории абсолютного нуля температуры». Эта статья пародировала поиски нумерологических формул для физических констант и предлагала «объяснение» тому факту, что постоянная тонкой структуры примерно равна {\displaystyle -2/(T_{0}-1)}, где {\displaystyle T_{0}=-273{,}15} °C — абсолютный нуль температуры. Редакция журнала не осознала пародийного характера заметки и опубликовала её на страницах издания. Когда истина открылась, эта шутка вызвала гнев редактора журнала Арнольда Берлинера (Arnold Berliner), так что, по настоянию Зоммерфельда, Бете был вынужден извиниться за свой поступок.
После открытия мюона в 1937 году возникли спекулятивные предположения о связи новой частицы с константами природы. Согласно Патрику Блэкетту, возможна связь между гравитацией и временем жизни мюона в виде
{\displaystyle \tau \approx {\dfrac {\alpha e^{3}}{m_{\mu }mc^{3}{\sqrt {G}}}},}
где {\displaystyle m_{\mu }} — масса мюона. Генри Флинт (Henry Flint), основываясь на соображениях 5-мерного расширения теории относительности, получил соотношение {\displaystyle m_{\mu }\approx m_{e}/\alpha }. Среди более поздних попыток можно отметить чисто нумерологическое соотношение между массами протона и электрона, появившееся в чрезвычайно короткой заметке некоего Фридриха Ленца (Friedrich Lenz), и гласившее: {\displaystyle M/m=6\pi ^{5}=1836{,}118}. Предлагались самые различные нумерологические («пифагорейские») формулы для постоянной тонкой структуры. В 1952 году Йоитиро Намбу указал, что массы элементарных частиц тяжелее электрона можно описать следующей эмпирической формулой:
{\displaystyle m={\dfrac {(n+1)m_{e}}{2\alpha }},}
где {\displaystyle n} — целое число. Например, для {\displaystyle n=2} получается масса мюона ({\displaystyle 206m_{e}}), для {\displaystyle n=3} — масса пиона ({\displaystyle 274m_{e}}), для {\displaystyle n=26} — приблизительная масса нуклонов ({\displaystyle 1849m_{e}}).

### Современные попытки вычисления
Новейшее на сегодня относительно точное теоретическое значение константы 137,035999090084835866869811317585378… получено недавно В.А. Ивановым в работе  с применением геометрического подхода и c объяснением происхождения простейшей системы шести уравнений и входящих в нее простых целочисленных коэффициентов, позволяющих получить это значение. Суть метода берет начало в предположении о существовании скрытой «геометрии Счета» Вселенной, материализация которой в физической реальности с ее простейшей 4-мерностью приводит к необходимости согласования расчетных данных для размещения объектов микромира в пространствах различающихся геометрий – параметрической и физической – с помощью различных коэффициентов, одним из которых является константа тонкой структуры.

### Теоретико-полевые подходы
Более научно обоснованными были попытки рассчитать величину постоянной тонкой структуры, предпринятые Максом Борном и Вернером Гейзенбергом на основе их обобщений существующих полевых теорий. Борн при помощи своего подхода, основанного на «принципе взаимности» (см., например, работы), к концу 1940-х годов смог получить лишь оценку, которая дала {\displaystyle 1/\alpha =102{,}5}. Гейзенбергу в рамках его нелинейной теории поля также удалось получить согласие с экспериментальным значением постоянной лишь по порядку величины.
Анализ ренорм-групповых свойств квантовой электродинамики (КЭД) и, в частности, свойств бета-функции КЭД к настоящему времени не позволил объяснить наблюдаемое значение постоянной тонкой структуры. Алгебраические выражения для постоянной могут быть выведены из рассмотрения инвариантов групп симметрии тех или иных обобщений теории поля. Так, Уайлер (A. Wyler) исследовал пятимерное уравнение Клейна — Гордона и получил
{\displaystyle \alpha \approx {\frac {9}{8\pi ^{4}}}\left({\frac {\pi ^{5}}{2^{4}5!}}\right)^{1/4}\approx 1/137{,}036\,082\,4.}
Попытки такого рода до сих пор не только не дали удовлетворительного физического объяснения природы постоянной, но и слишком жёстко привязаны к математической структуре теории и практически не оставляют возможности для более тонкой подгонки теоретического результата к наблюдаемому значению {\displaystyle \alpha }.
В некоторых попытках расчёта постоянной тонкой структуры используются соображения, связанные с флуктуациями электромагнитного поля. Так, Хендрик Казимир предложил так называемую «модель мышеловки», представляющую частицу в виде сферической оболочки, по которой распределён электрический заряд. Рассмотрение вакуумных флуктуаций в такой системе позволяет установить связь между постоянной {\displaystyle \alpha } и характеристиками эффекта Казимира.
В некоторых подходах делаются попытки связать электромагнитные и гравитационные взаимодействия на основе формализма квантовой теории поля и вывести отсюда значение постоянной тонкой структуры. В частности, указание на такую связь могут дать поиски конверсии фотонов в гравитоны и, как следствие, взаимозависимости в изменении констант электромагнитного и гравитационного взаимодействий на различных энергетических масштабах. Так, подобные гипотезы приводят к оценкам вида
{\displaystyle \alpha \sim \left({\frac {\Lambda }{m_{e}}}\right)^{-1}\sim \left({\frac {\lambda _{e}}{\ell _{P}}}\right)^{-1},}
где {\displaystyle \Lambda } — параметр обрезания КЭД, {\displaystyle \ell _{P}={\sqrt {\hbar G/c^{3}}}} — планковская длина, {\displaystyle m_{e}} и {\displaystyle \lambda _{e}} — масса и комптоновская длина волны электрона.
Другую оценку постоянной тонкой структуры можно получить из рассмотрения компактификации пятого измерения в теории Калуцы — Клейна:
{\displaystyle \alpha ={\frac {4}{(r{\sqrt {\phi }})^{2}}}G,}
где {\displaystyle r} — масштаб компактификации, {\displaystyle \phi } — вакуумное среднее скалярного поля, в общем случае зависящее от координат и времени. Однако следующее отсюда ограничение на радиус компактификации и величину поля до сих пор не удалось согласовать с получаемыми в теории оценками других параметров.
В теории струн взаимосвязь между гравитацией и электромагнетизмом возникает как следствие соотношений между параметрами открытых и замкнутых струн. При некоторых дополнительных предположениях это позволяет получить следующее соотношение:
{\displaystyle \alpha ={\sqrt {\alpha _{G}}}\exp {\sqrt {\frac {m_{p}}{m_{e}}}}\approx 1/136{,}976(8),}
где {\displaystyle \alpha _{G}={\frac {Gm_{e}m_{p}}{\hbar c}}} — так называемая гравитационная постоянная тонкой структуры, {\displaystyle m_{p}} — масса протона.

## История измерений
| дата             | α                   | 1/α               | источник(и)        |
| ---------------- | ------------------- | ----------------- | ------------------ |
| 1969, июль       | 0,007297351(11)     | 137,03602(21)     | CODATA 1969        |
| 1973             | 0,0072973461(81)    | 137,03612(15)     | CODATA 1973        |
| 1987, январь     | 0,00729735308(33)   | 137,0359895(61)   | CODATA 1986        |
| 2000, апрель     | 0,007297352533(27)  | 137,03599976(50)  | CODATA 1998        |
| 2002             | 0,007297352568(24)  | 137,03599911(46)  | CODATA 2002        |
| 2007, июль       | 0,0072973525700(52) | 137,035999070(98) | Gabrielse 2007     |
| 2008, 2 июня     | 0,0072973525376(50) | 137,035999679(94) | CODATA 2006        |
| 2008, июль       | 0,0072973525692(27) | 137,035999084(51) | Hanneke 2008       |
| 2010, декабрь    | 0,0072973525717(48) | 137,035999037(91) | Bouchendira 2010   |
| 2011, июнь       | 0,0072973525698(24) | 137,035999074(44) | CODATA 2010        |
| 2015, 25 июня    | 0,0072973525664(17) | 137,035999139(31) | CODATA 2014        |
| 2017, 10 июля    | 0,0072973525657(18) | 137,035999150(33) | Aoyama et al. 2017 |
| 2018, 12 декабря | 0,0072973525713(14) | 137,035999046(27) | Parker et al. 2018 |
| 2019, 20 мая     | 0,0072973525693(11) | 137,035999084(21) | CODATA 2018        |
| 2020, 2 декабря  | 0,0072973525628(6)  | 137,035999206(11) | Morel et al. 2020  |
| 2024, 20 мая     | 0,0072973525643(11) | 137,035999177(21) | CODATA 2022        |

Значения CODATA вычислены как средневзвешенные от нескольких оригинальных измерений.

## Цитаты
Высказывания физиков с мировым именем о постоянной тонкой структуры.
С тех пор, как его открыли свыше пятидесяти лет назад, это число остаётся тайной. Все хорошие физики-теоретики выписывают это число на стене и мучаются из-за него. … хотелось бы узнать, как появляется это число: выражается ли оно через пи, или, может быть, через основание натуральных логарифмов? Никто не знает. Это одна из величайших проклятых тайн физики: магическое число, которое дано нам и которого человек совсем не понимает. Можно было бы сказать, что это число написала «рука Бога», и «мы не знаем, что двигало его карандашом». Мы знаем, что надо делать, чтобы экспериментально измерить это число с очень большой точностью, но мы не знаем, что делать, чтобы получить это число на компьютере – не вводя его туда тайно!Ричард Фейнман
Когда я умру, первым делом посчитаю спросить у дьявола, – каков смысл постоянной тонкой структуры?Вольфганг Паули
Более совершенная теория должна была бы вывести число α с помощью чисто математических рассуждений, не ссылаясь на результаты измерений.

Но ведь то обстоятельство, что α имеет значение 1/137, а не какое-нибудь другое, конечно же, является не делом случая, а законом природы. Ясно, что объяснение числа α есть одна из центральных проблем естествознания.Макс Борн
… неизвестно, почему это выражение имеет именно такое, а не иное значение. Физики выдвигали по этому поводу различные идеи, однако общепринятого объяснения до сих пор нет.Поль Дирак